# غل تبه (همدان)
غل تبه (بالفارسية: گل‌تپه) هي مدينة تقع في إيران في Gol Tappeh District. يقدر عدد سكانها بـ 1,876 نسمة .